# Africactenus trilateralis
Africactenus trilateralis là một loài nhện trong họ Ctenidae.
Loài này thuộc chi Africactenus. Africactenus trilateralis được Hyatt miêu tả năm 1954.